# Duszniki (województwo wielkopolskie)

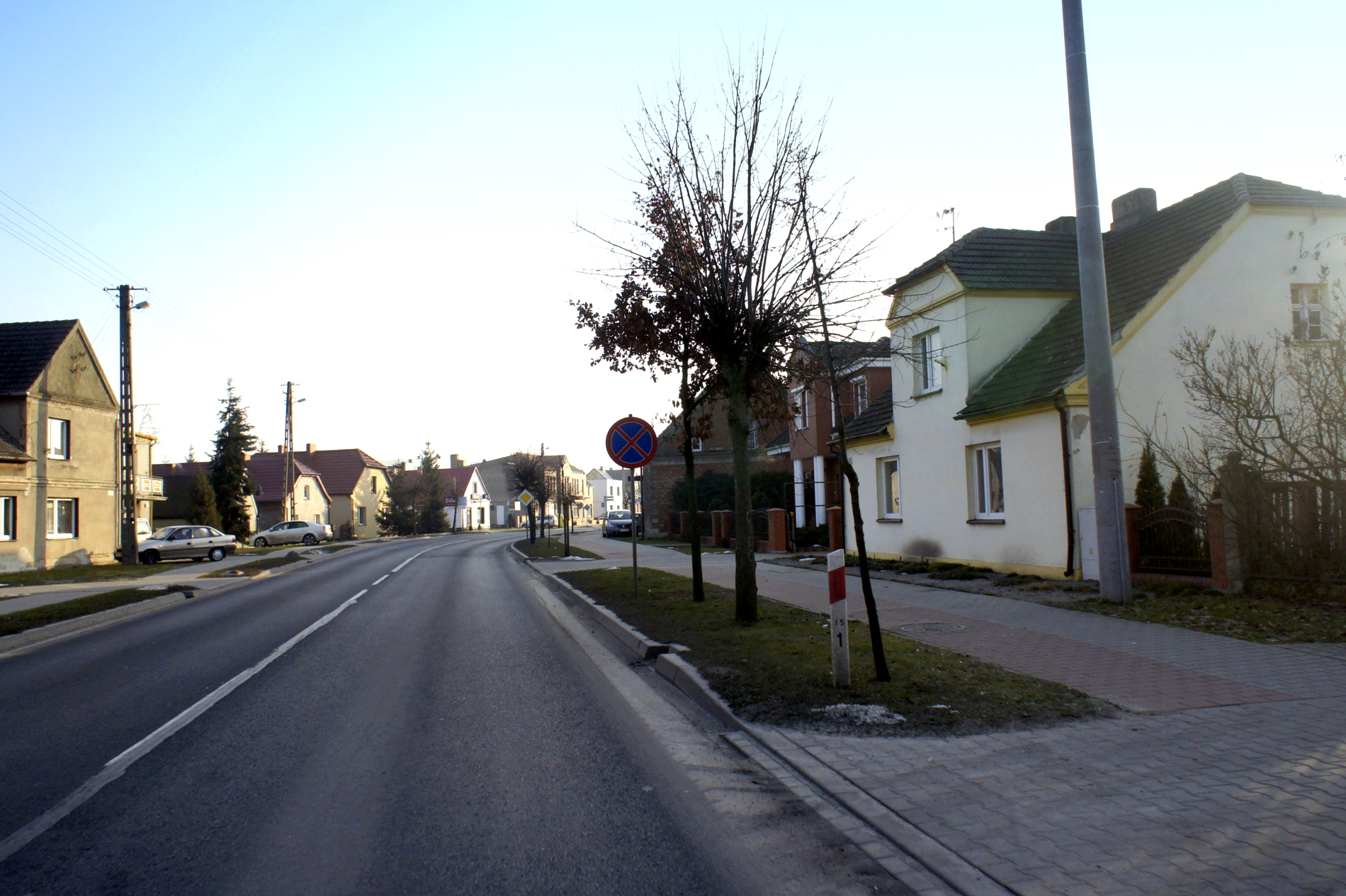
Ulica Jana Pawła II

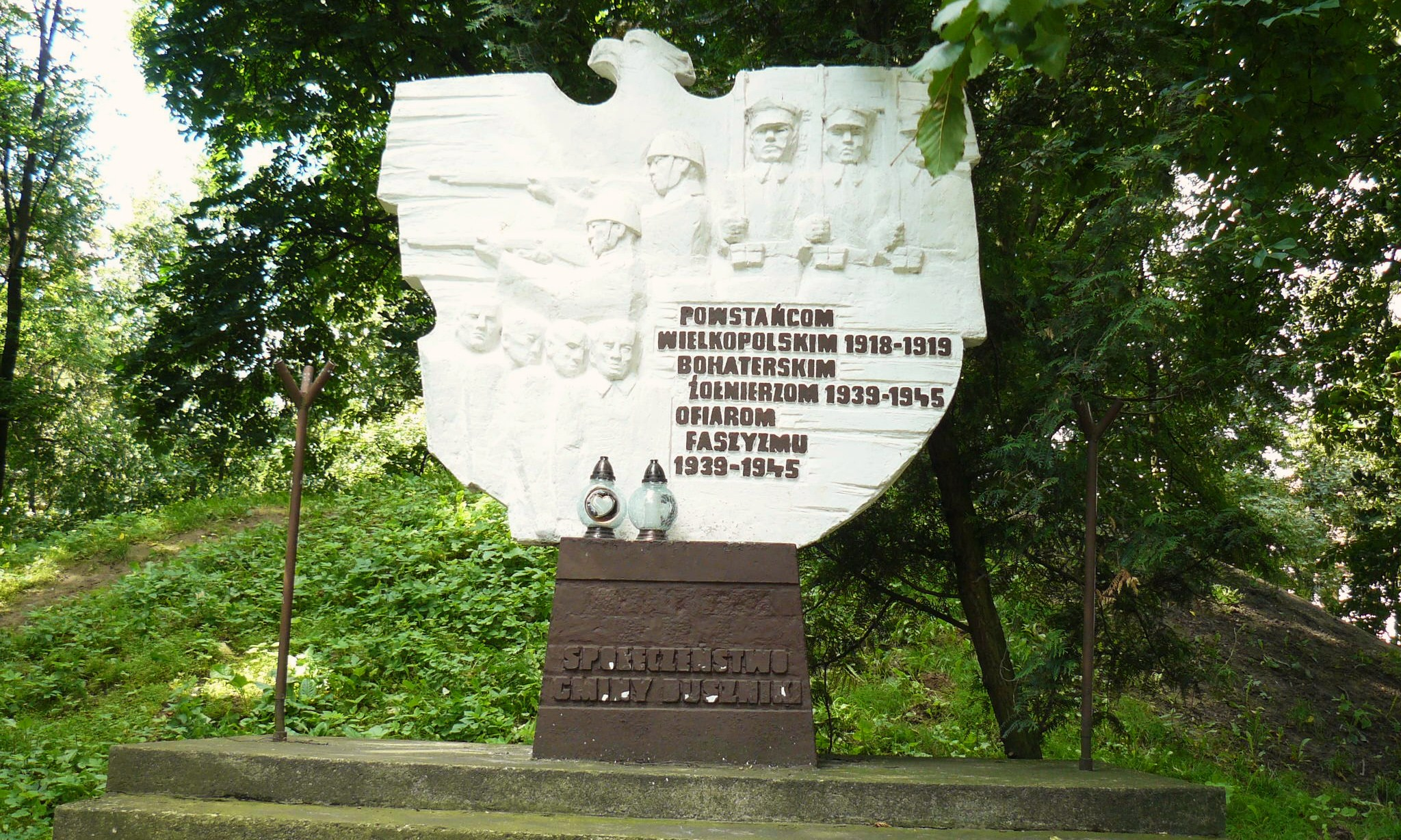
Pomnik w parku podworskim

Duszniki (pot. Duszniki Wielkopolskie, niem. Duschnick) – wieś w zachodniej Polsce położona w województwie wielkopolskim, w powiecie szamotulskim, siedziba gminy Duszniki.
Wieś duchowna, własność biskupstwa poznańskiego, pod koniec XVI wieku leżała w powiecie poznańskim województwa poznańskiego. 
W Dusznikach urodził się Piotr Lisek, medalista mistrzostw świata, halowych mistrzostw świata oraz dwukrotny halowych mistrzostw Europy.

## Części wsi
| SIMC    | Nazwa            | Rodzaj    |
| ------- | ---------------- | --------- |
| 0583071 | Duszniczki       | część wsi |
| 0583088 | Duszniki-Huby    | część wsi |
| 0583094 | Duszniki-Osiedle | część wsi |
| 0583102 | Jakubowo         | część wsi |

## Historia
Pierwsza informacja o istnieniu osady pochodzi z 1417. Należała do dóbr stołowych biskupów poznańskich.
Wieś duchowna biskupa poznańskiego, położona była w 1580 roku w powiecie poznańskim województwa poznańskiego.
Leon Plater w XIX-wiecznej książce pod tytułem "Opisanie historyczno-statystyczne Wielkiego Księztwa Poznańskiego" (wyd. 1846) zalicza Duszniki do ówczesnego powiatu bukowskiego, który dzielił się na cztery okręgi (bukowski, grodziski, lutomyślski oraz lwowkowski). Duszniki należały do okręgu bukowskiego i były siedzibą majętności, której właścicielem był rząd pruski w Berlinie. Do majątku Duszniki należały: Dobieżyn, Wielka Wieś, Pawłowko oraz Zegowo.

### II wojna światowa
W 1939 po kampanii wrześniowej miejscowość wraz z całą Wielkopolską została zajęta przez III Rzeszę. Nazistowskie władze Niemiec utworzyły na terenie Wielkopolski tzw. Kraj Warty. W okresie okupacji niemieckiej rozpoczęli masowe wysiedlenia ludności polskiej, a później w ramach akcji Heim ins Reich (pol. „Powrót do domu w Rzeszy”) zasiedlanie miejsc po nich niemieckimi przesiedleńcami z Besarabii, krajów bałtyckich i ZSRR. 
W gminie Duszniki z miejscowości Duszniki, Niewierz i Wilczyna wysiedlono 27 rodzin, w sumie 152 osoby. Niemiecka żandarmeria o godzinie 3 w nocy wchodziła do wsi i otaczała gospodarstwa rolników przewidzianych do wysiedlenia. Wypędzonym pozwolono zabrać tylko ubranie i żywność i przewożono ich samochodami ciężarowymi do Szamotuł, a następnie pociągiem do obozu przesiedleńczego w Łodzi. Tam przeprowadzano selekcję uwięzionych rodzin i część osadzonych deportowano do pracy na roli w III Rzeszy, a pozostałe osoby kierowano do pracy na roli w powiecie w gospodarstwach zajętych przez Niemców.

## Okres powojenny
W latach 1954–1972 wieś należała i była siedzibą władz gromady Duszniki. W latach 1975–1998 miejscowość administracyjnie należała do województwa poznańskiego.

## Zabytki
Do najważniejszych zabytków i osobliwości należą:
- kościół św. Marcina z 1. połowy XVI wieku, rozbudowywany w latach 1903-1904 i 1912-1913 (nawa gotycka, polichromie Stanisława Smoguleckiego z 1913, renesansowe epitafium poety Jerzego Pigłowskiego, dzwonnica z 1948 prawdopodobnie autorstwa Franciszka Morawskiego),
- późnobarokowa plebania - koniec XVIII wieku,
- neogotycki kościół poewangelicki z 1866 (nieczynny, był użytkowany jako magazyn),
- dwór klasycystyczny z 1848, obecnie dom kultury (w gestii skarbu państwa już w 1926) i zespół folwarczny,
- dawny szpital dla ubogich z 1907,
- dawna szkoła ludowa, obecnie podstawowa (różne budynki z lat 1865-1913),
- poczta z początków XX wieku,
- dworzec Opalenickiej Kolei Dojazdowej, 1905,
- pomnik poległych w powstaniu wielkopolskim i II wojnie światowej,
- park krajobrazowy wokół dworu - platan o obwodzie 400 cm, dęby, cisy, sosny,
- pierścień lip wokół starego kościoła - obwody do 350 cm.

## Miejscowości partnerskie
- Faßberg [13],
- Illuka ,
- Taivalkoski .